# Popteleac, Sălaj
Popteleac (în maghiară Paptelke) este un sat în comuna Gârbou din județul Sălaj, Transilvania, România.
 Acest articol despre o localitate din județul Sălaj este deocamdată un ciot. Puteți ajuta Wikipedia prin completarea lui.

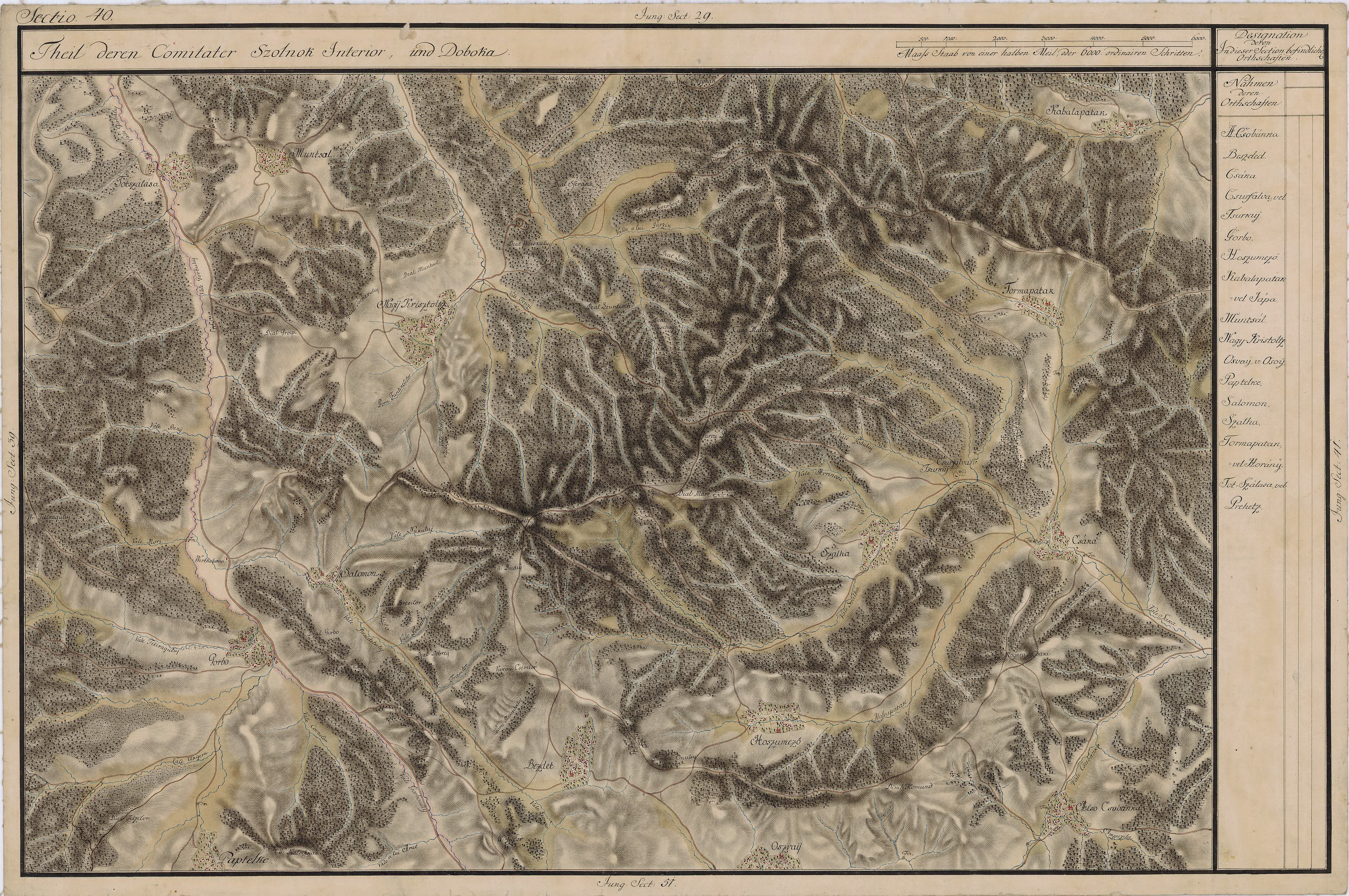
Popteleac în Harta Iosefină a Transilvaniei, 1769-1773

Codul postal al localitatii = 457156